# Postplatz 1–10; Thomas-Müntzer-Straße 1–4, 10–16 (Gottenz)

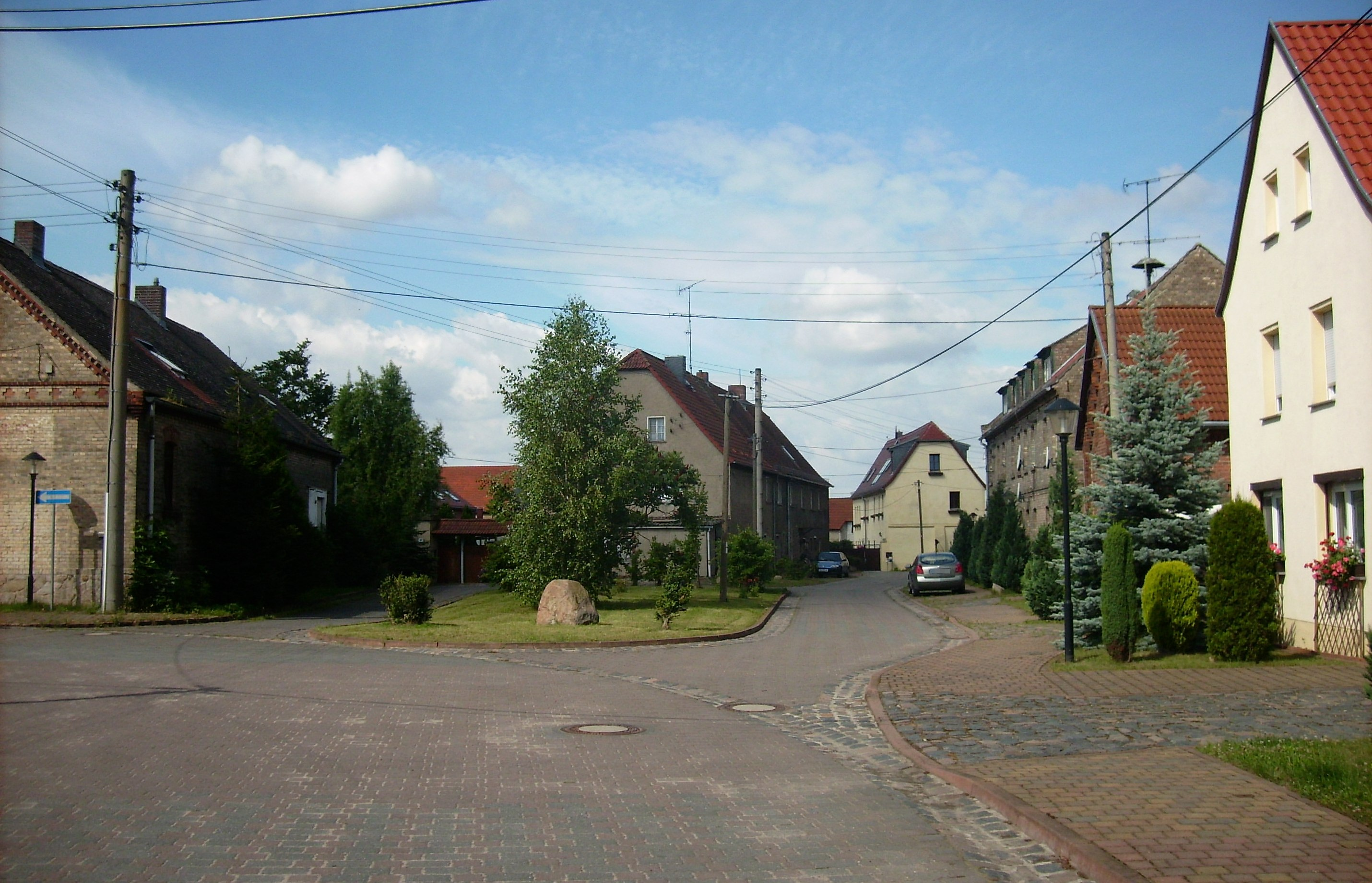
Postplatz

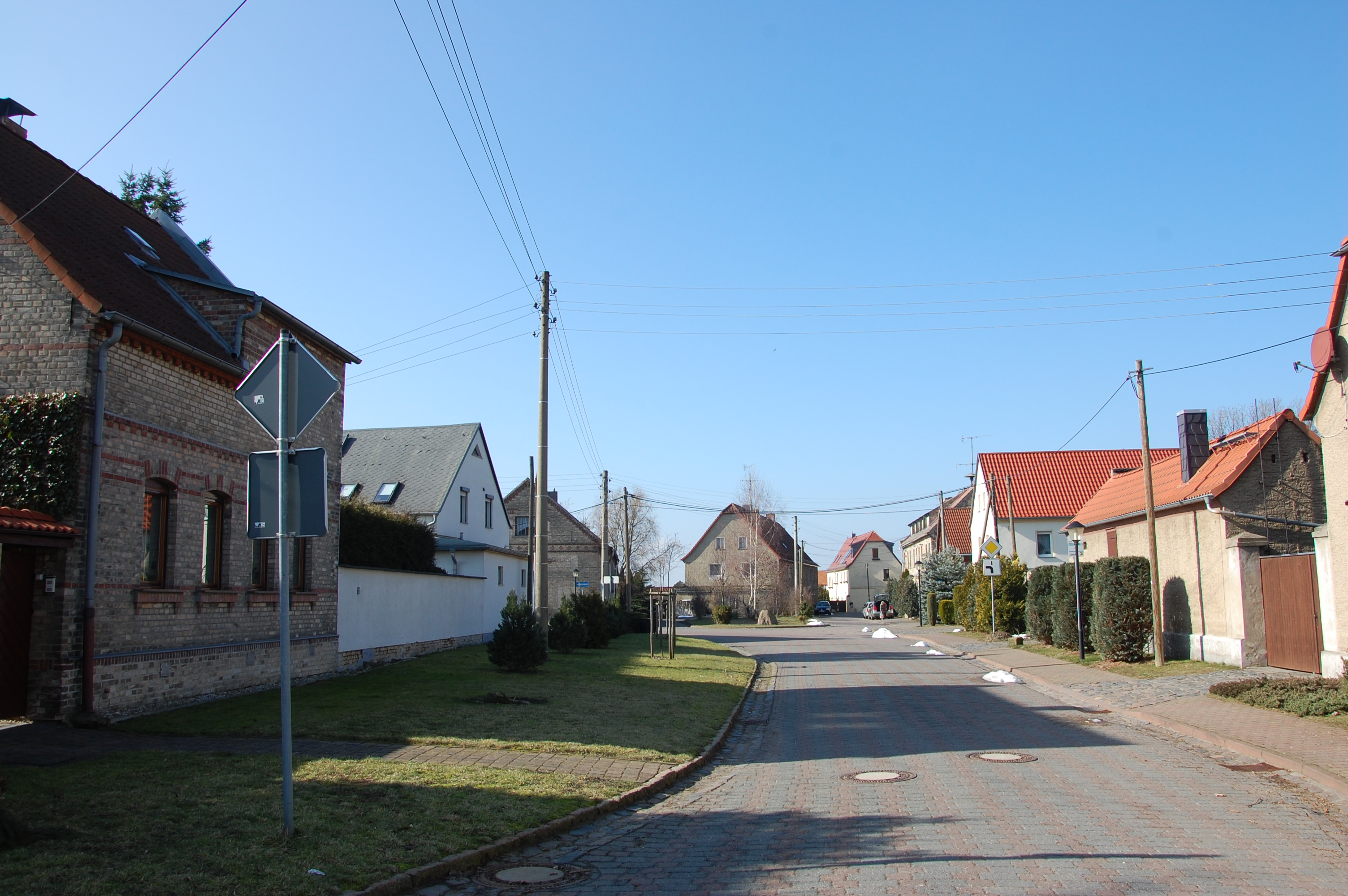
Blick durch die Straße Postplatz

Postplatz 1–10; Thomas-Müntzer-Straße 1–4, 10–16 ist die Bezeichnung eines denkmalgeschützten Straßenzuges im zur Gemeinde Kabelsketal gehörenden Dorf Gottenz in Sachsen-Anhalt.

## Lage
Der Straßenzug befindet sich in der Ortsmitte des Dorfes und ist im Denkmalverzeichnis der Gemeinde Kabelsketal eingetragen.

## Architektur und Geschichte
Zum denkmalgeschützten Bereich gehören einfach gestaltete im 18. und 19. Jahrhundert entstandene Wohnhäuser. Überwiegend handelt es sich um verputzte Fachwerkhäuser. Zur mit einem Natursteinpflaster versehenen Straße werden die Grundstücke durch Scheunenwände und Mauern abgeschlossen.